# Menchaca
Menchaca è un comune (corregimiento) della Repubblica di Panama situato nel distretto di Ocú, provincia di Herrera. Si estende su una superficie di 64,9 km² e conta una popolazione di 1.517 abitanti (censimento 2010).